# Джордж Вілліс Річі
Джордж Вілліс Річі (англ. George Willis Ritchey; 31 грудня 1864 — 4 листопада 1945) — американський астроном і конструктор телескопів.

## Життєпис
Народився в Тапперз-Плейнз (штат Огайо), в 1887 закінчив університет Цинциннаті. У 1896—1904 працював у Єркській обсерваторії, керував роботами з конструювання астрономічних інструментів, в 1901—1905 викладав також астрономію в Чиказькому університеті. У 1905—1924 очолював оптичну і механічну майстерні обсерваторії Маунт-Вільсон. У 1924—1930 — завідувач лабораторією астрофотографії Паризької обсерваторії, в 1930—1936 працював в Морській обсерваторії у Вашингтоні.
Основні праці в області технологій виготовлення телескопів. Розробив технологію шліфування, полірування і випробування великих параболічних дзеркал; сконструював необхідне для цього обладнання, винайшов нову, «плаваючу» систему розвантаження дзеркал в телескопах, удосконалив монтування і годинне ведення. Розробив конструкцію і виготовив оптику багатьох великих телескопів: 24-дюймового рефлектора Єркської обсерваторії (1901), горизонтального сонячного телескопа обсерваторії Маунт-Вільсон (30-дюймовий целостат, 24-дюймові об'єктив і плоске дзеркало), 60-дюймового (1908) і 100-дюймового рефлекторів обсерваторії Маунт-Вільсон, 40-дюймового телескопа Морської обсерваторії. Два великих рефлектора обсерваторії Маунт-Вільсон, що мають відмінні оптичні якості, довгий час були найбільшими у світі і зіграли видатну роль у розвитку астрономії в першій половині XX століття. Удосконалив методи астрофотографії (поліпшив якість емульсій і техніку прояви негативів, ввів рухливу платформу для касети). Отримав з 60- і 100-дюймовими телескопами велику кількість чудових фотографій спіральних та інших туманностей, Місяця. У 1917 відкрив дві нові зірки в туманності Андромеди (M31), нову в галактиці NGC 6946. Відкриття Річі нових зірок у спіральних туманностях стало першою вказівкою на зірковий склад цих об'єктів. Оцінив відстань і розміри M31, які Едвін Габбл підтвердив пізніше за цефеїдами. Спільно з Анрі Кретьєном винайшов нову апланатичну систему рефлектора (видозмінена схема Кассегрена), що має велике неспотворене поле. Система Річі—Кретьєна останнім часом широко використовується при створенні великих рефлекторів. Запропонував схему пористого дзеркала, яка дозволяє створювати великі дзеркальні об'єктиви.
У його честь названий кратери на Місяці та Марсі.